# Sciarborasca
Sciarborasca è una frazione di 1 635 abitanti del comune di Cogoleto, nella città metropolitana di Genova. Situata ad un'altitudine di 213 m s.l.m., dista circa 4 km dal capoluogo comunale.
Chiamata anticamente "Ciarborasca" e situata ai piedi del massiccio del monte Beigua, è un rinomato punto di partenza per le escursioni lungo l'Alta Via dei Monti Liguri (AVML), l'itinerario escursionistico che va da Ceparana (Bolano) a Ventimiglia lungo lo spartiacque che delimita il versante costiero ligure.
La località in passato è stato un luogo di transito per il trasporto del legname proveniente dall'alta valle del torrente Orba diretto ai cantieri navali siti in riviera.
La frazione è formata dalle località di Schivà, Piano, Ponte Arma, Bricco Falò, Centro (Sibà, Piazza, Borgo), Tuccio, Persico, Nascio (Pian del Nascio), Prato Rotondo, Pricone, Pineta e Piani di Sciarborasca.

## Geografia fisica
I monti principali di Sciarborasca sono il monte Sciguelo e il monte Rama, sormontati dal monte Beigua.
Il torrente Rumaro attraversa Sciarborasca in località Ponte Arma.

## Storia
La strada romana che percorreva le alture di Cogoleto, passava per Lerca e per Sciarborasca.

## Monumenti e luoghi d'interesse

### Architetture religiose
La chiesa parrocchiale, intitolata a sant'Ermete, fu gravemente danneggiata durante la seconda guerra mondiale e venne completamente ricostruita negli anni sessanta per opera del defunto parroco don Francesco Pastorino grazie al contributo dei compaesani emigrati in America.

## Cultura

### Istruzione

#### Scuola
Nel centro della frazione di Sciarborasca è presente la Scuola Primaria, facente parte dell'Istituto Comprensivo di Cogoleto.
In via della Cooperazione 47 si trova invece la scuola materna (paritaria) "Gianni Rodari", unico asilo attualmente presente nella frazione a seguito della chiusura dell'Asilo parrocchiale Don Bosco (chiuso nel 2015 per difficoltà economiche nella gestione del plesso).

#### Musei
A Sciarborasca è visitabile "la tipica casa contadina ligure", museo della civiltà contadina, una costruzione rurale che è stata completamente ristrutturata per illustrare gli ambienti di vita dei contadini liguri di un tempo. Sorge vicino al museo contadino di Sciarborasca l'ecomuseo, percorso-museo pedonale, che fu allestito dalla comunità montana Argentea con pannelli esplicativi per scoprire gli antichi mestieri contadini.

### Eventi

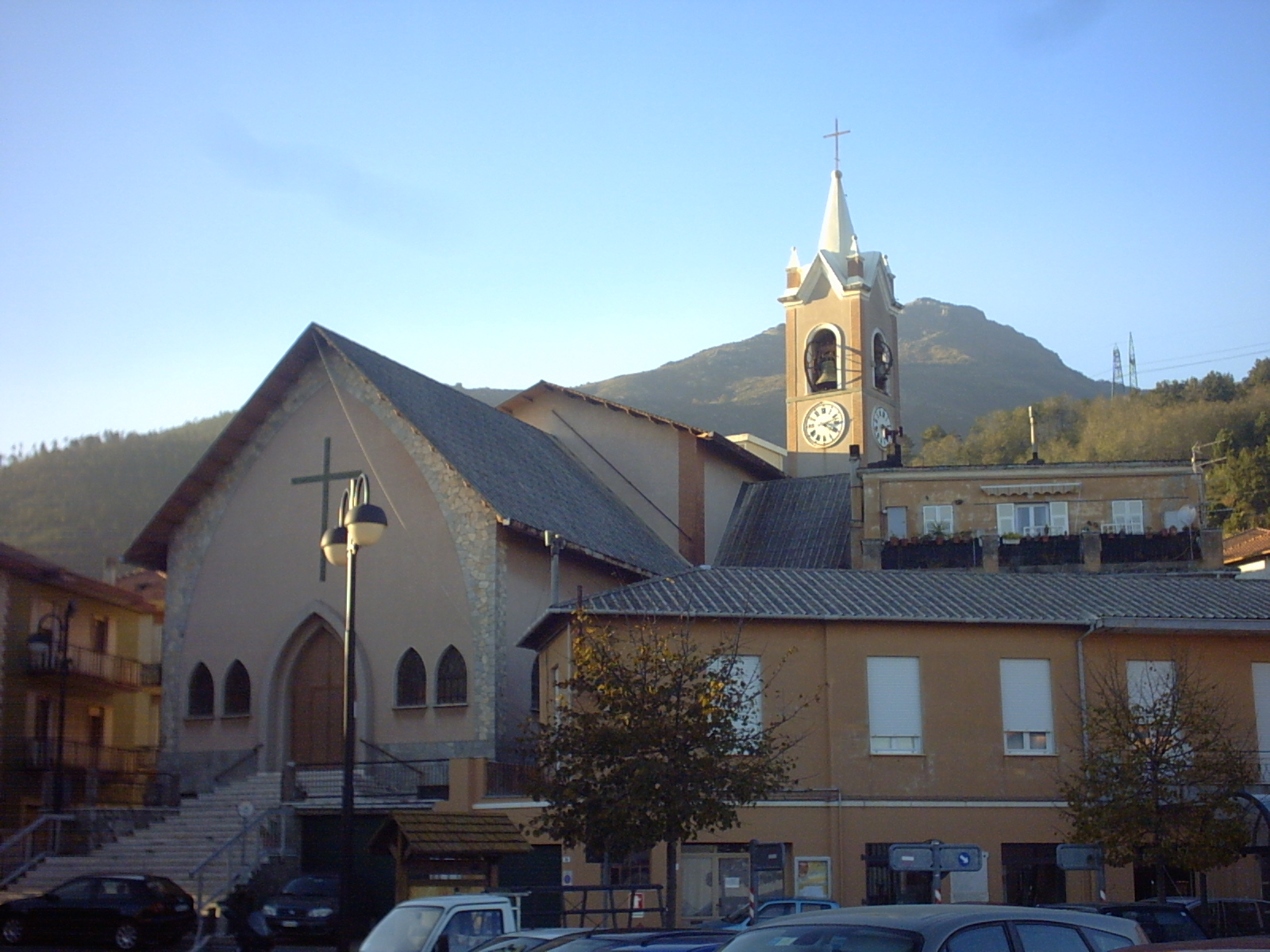
La chiesa parrocchiale di sant'Ermete

In occasione della festa patronale di sant'Ermete, che cade il 28 agosto, si svolge per le vie del paese la tipica processione con i crocifissi lignei delle varie confraternite. Sono presenti anche bancarelle e uno spettacolo pirotecnico come accade a Cogoleto per la festività di san Lorenzo. La domenica precedente la festa patronale ha luogo la mostra zootecnica annuale.
Vicino al Rifugio Prato Rotondo e precisamente in località Terrin sull'Alta Via dei Monti Liguri, presso la Casa della Miniera, si svolge ogni anno alla terza domenica di luglio, la festa del Gruppo Alpini di Cogoleto.
Ogni anno nei primi 15 giorni di luglio si tiene la "Festa Sociale" della locale pubblica assistenza Croce d'Oro, sagra ormai famosa in tutta la Liguria grazie ai suoi ottimi piatti ed alle presenze di personaggi popolari del mondo dello spettacolo (tra le partecipazioni più popolari si ricordano comici provenienti da Colorado Cafè e Zelig, quali Enrique Balbontin e Maurizio Lastrico, spettacolo della Notte delle Chitarre con la presenza dei migliori chitarristi italiani, Maurizio Solieri e Claudio Golinelli rispettivamente chitarrista e bassista di Vasco Rossi, e partecipazione delle migliori orchestre italiane, tra cui la Mirko Casadei).

## Infrastrutture e trasporti

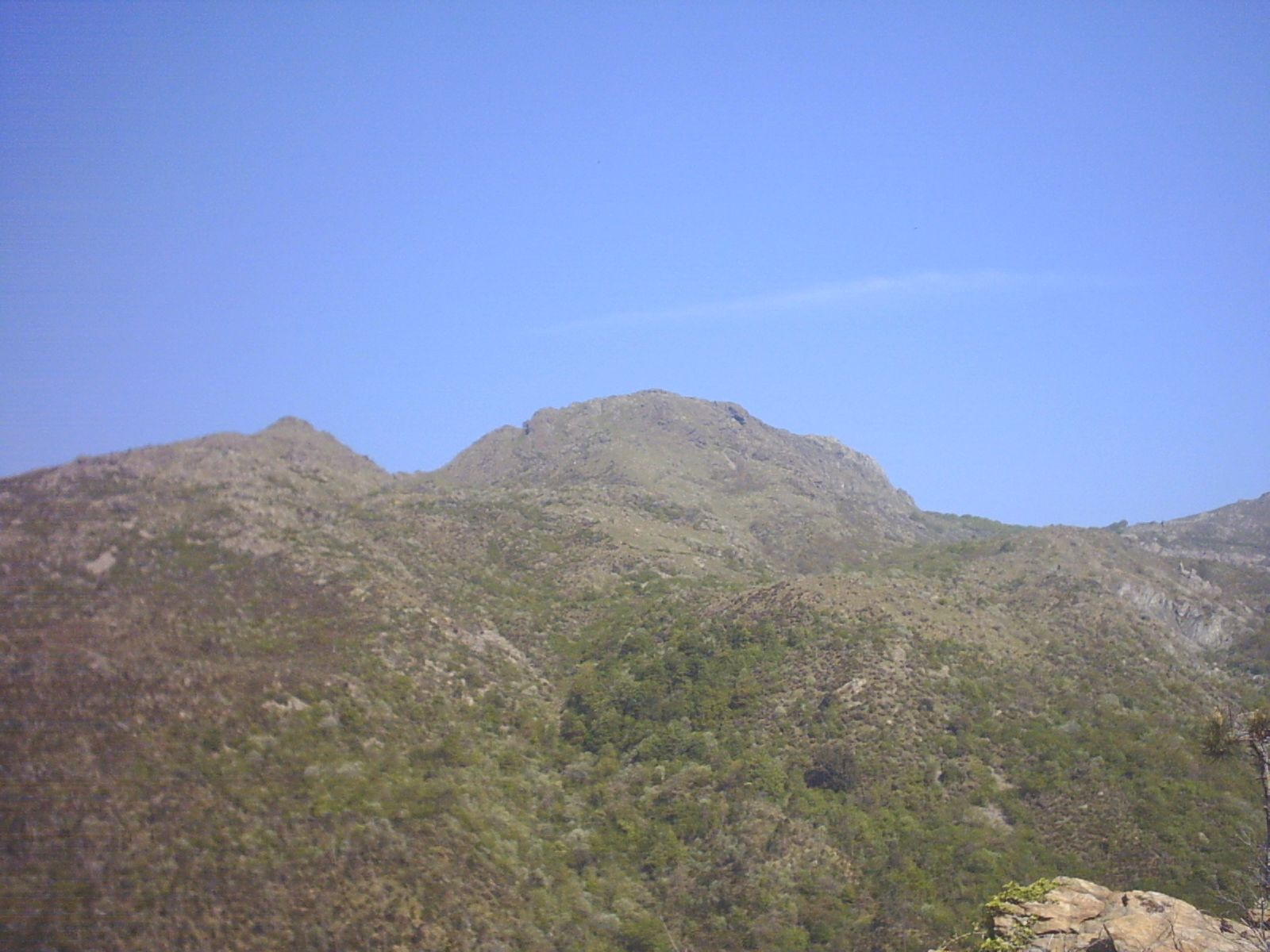
Parco del Beigua, monte Sciguelo

### Strade
Sciarborasca è facilmente raggiungibile da Cogoleto tramite la strada provinciale 66 di Sciarborasca e la strada provinciale 78 di Lerca.

### Mobilità urbana
Sciarborasca è servita, con partenze da Cogoleto, da un regolare servizio di autobus gestito dalla società AMT Genova.